# بنای امامزاده سید حمزه
بنای امامزاده سید حمزه مربوط به دوره صفوی است و در شهرستان ساوه، بخش مرکزی، روستای چاله باغ واقع شده و این اثر در تاریخ ۲۲ آذر ۱۳۵۵ با شمارهٔ ثبت ۱۲۸۹ به‌عنوان یکی از آثار ملی ایران به ثبت رسیده است.